# اچ‌ام‌اس لیمینگتون (۱۹۱۸)
اچ‌ام‌اس لیمینگتون (۱۹۱۸) (به انگلیسی: HMS Leamington (1918)) یک کشتی بود که طول آن ۲۳۱ فوت (۷۰ متر) بود. این کشتی در سال ۱۹۱۸ ساخته شد.